# Acanthasargus palustris
Acanthasargus palustris är en tvåvingeart som beskrevs av White 1914. Acanthasargus palustris ingår i släktet Acanthasargus och familjen vapenflugor. Inga underarter finns listade i Catalogue of Life.